# Oenanthe virgata
Oenanthe virgata är en flockblommig växtart som beskrevs av Johann Friedrich Wilhelm Koch och Dc. Oenanthe virgata ingår i släktet stäkror, och familjen flockblommiga växter. Inga underarter finns listade i Catalogue of Life.